# Jubaland
Jubaland o Jubbaland (Trans Juba o Ultra Juba, italià Oltre Giuba) és un estat autònom de Somàlia format el 1998. La capital de l'estat fou el port de Kismaayo. La població estimada era d'1.300.000 habitants el 2005. La superfície de les tres regions és de 137,712 km²
Jubaland és també el nom anglès de la vall del Juba (somali Dooxada Jubba) i del que fou la província de Jubalàndia a l'Àfrica Oriental Britànica. La Vall del Juba inclou les regions de Gedo, Jubbada Hoose i Jubbada Dhexe, i el districte de Jubalàndia el formaren només els territoris a l'oest del riu. Jubaland com estat estigué format per les parts de les regions de Jubbada Hoose, Jubbada Dhexe i Gedo dominades per Muhammad Siyad Hersi, àlies Morgan i després per l'Aliança de la Vall del Juba, encara que reclamava autoritat sobre tota la vall.

## Història

### Antecedents
El territori estava habitat al segle xix per clans somalis que el 1836 reconeixien de manera més o menys nominal el soldà d'Oman. Després del 1861 els drets omanites van passar al sultanat de Zanzíbar però sense incidència efectiva al territori fins al 1872 quan es va construir la ciutat de Kismaayo.
El 1887 Kismaayo i la regió a l'oest del Juba va passar als britànics. Vegeu Jubalàndia. Fou una província del Protectorat de l'Àfrica Oriental Britànica que junt amb el Protectorat d'Uganda formava l'Àfrica Oriental Britànica. El 1924 fou cedit a Itàlia i entregat el 29 de juny del 1925. Del 1925 al 1926 va formar la colònia italiana d'Oltre Giuba unida a la Somàlia Italiana el 1926. Junt amb altres territoris a l'est del riu es van formar els comissariats de l'Alt Juba i el Baix Juba, que el 1960 esdevingueren províncies de la República de Somàlia. El 1982 es van formar a la Vall del Juba tres regions: Gedo, Jubbada Hoose i Jubbada Dhexe. La major part de la població era dels clans marehan (i els seus cosins els facaye) i ogadeni. El 1974 s'hi van establir unes 50000 famílies procedents del nord (molts dhulbahante i issaq), afectades per una fam, i a Jubbada Hoose i Jubbada Dhexe es van crear granges cooperatives (Dajuma, Kuntuwaareey, Sablaale i més tard Horogle). El programa d'assentament fou conegut com a "Danwadaagaha" o "Deure Col·lectiu". El 1978 i 1979 s'hi van establir refugiats de l'Ogaden.

### Guerra civil
A la regió es va fer fort des del 1989 el Moviment Patriòtic Somali (MPS) format pel subclan ogadeni, i liderat pel coronel Ahmad Omar Jess que havia desertat de l'exèrcit i havia format el seu propi grup. Quan els rebels van entrar a Mogadiscio a finals de desembre de 1990, Ali Mahdi Muhammad, líder polític del Congrés de la Somàlia Unificada (CSU) a Mogadiscio, es va proclamar president i va trencar els acords amb els altres partits, ja que el MPS no fou consultat, i va exigir la retirada de la proclamació de Mahdi. Aquest va enviar una delegació a la seu del MPS a Afgooye i va oferir alguns llocs ministerials al grup però aquest va refusar reconèixer el govern de Mahdi i va exigir el respecte dels acords que havia fet amb Muhammad Fara Hassan, àlies Aydid que donaven al MPS una participació igualitària. Llavors Mahdi va difondre la notícia que el MPC havia unit les seves forces a les lleials a Barre i les milícies del CSU a Mogadiscio van atacar les posicions del MPS a l'oest. Així el grup es va veure abocat realment a reunir les seves forces a les lleials a Barre, forces que no van poder ser perseguides en la seva retirada cap al sud per les milícies d'Aydid. Així les forces lleials a Barre es van poder reorganitzar i atacar en direcció a Mogadiscio l'abril del 1991, i a l'any següent altre cop (abril de 1992).
Els partidaris de Barre van proclamar que el Moviment Patriòtic seria el representant de tots els clans del grup darod al sud i molts darods lleials a Barre (majeerteens, dhulbahantes i warsangelis) van ingressar al moviment, diluint el seu inicial pes del subclan ogadeni. Omar Moalim va al·legar la representació del grup a la conferència de pau a Djibouti del 1991, però el grup va refusar la seva representativitat i era probablement només un enviat dels lleials de Barre. Mohammed Hersi, àlies Morgan, gendre de Siad Barre i exministre de defensa d'aquest, que va reagrupar als partidaris de l'antic dictador exiliat a [Kenya], la majoria pertanyents als subclans marehan i harti-majeertin, sota la bandera del Front Nacional Somali (FNS). En el si del MPS, un sector dirigit pel general Aden Abdullahi Nur, àlies Gabiyow, antic ministre de Defensa destituït per Siad Barre, es va aixecar contra Jess i es va aliar a Morgan. Gabiyow i Jess van esdevenir enemics.
Ahmed Omar Jess preparava un congrés del moviment a Kishimayu quan es va assebantar que els oficials lleials a Barre planejaven una reunió allí de l'anomenat 21è Comitè (5 de gener de 1992). El Congrés de Jess no es va poder celebrar doncs Gabyow (dissident) i Morgan (líder dels seguidors de Barre, en unió, van atacar Kismaayu. Jess va resistir i va formar un nou Moviment Patriòtic Somali amb els originals dirigents ogadenis i va buscar renovar l'aliança amb el general Aydid que ara s'havia separat de Mahdi i tenia la seva pròpia facció del Congrés de la Somàlia Unificada. En una reunió feta a Bardeere els dos grups es van unir i amb dos més van formar l'Aliança Nacional Somali (els altres dos grups foren el Moviment Nacional Somali del Sud -dir- i la facció de Nur Aliyou del Moviment Democràtic de Somàlia -rahanweyn).
El General Gabyow i el general Morgan van organitzar als membres no ogadenis del MPS amb Gabyow com a President deixant a Morgan (cap del Front Nacional Somali) com a comandant de les milícies sobre el terreny. El primer es va establir a Nairobi dedicat a la política i el segon va restar al camp de batalla. L'organització estava formada per membres dels subclans o clans del grup darod: dartire, abasguul, aurtoble, majertins, warsangelis i dhulbahantes, amb alguns ogadenis (com el general Gabyow). Com que els tres darrers grups eren descendents d'Harti foren coneguts com els hartis (hartis del sud, per diferenciar-los dels del nord, que actualment són menys que els que viuen al sud). Jess va exercir algunes represàlies contra civils hartis a Kismaayu i rodalia.

### Intervenció de l'ONU
Les forces de la UNITAF dirigides pels Estats Units van bloquejar l'ofensiva de Morgan vers Baidoa a finals del 1992 i Morgan es va replegar cap a la rodalia de Kismaayu i a les zones fronteres amb Kenya. El gener de 1993 Morgan va atacar a les forces del Moviment Patriòtic Somali de Jess (part de l'Aliança Nacional Somali) prop de Kismaayu, amb soldats del Front Nacional de Somàlia (el moviment propi de Morgan, basat en el subclan marehan dels darod) i del seu aliat el Moviment Patriòtic de Somàlia-Gabiyow (clans harti). Els americans (amb la cooperació de les forces belgues) van utilitzar helicòpters per atacar a Morgan (25 de gener de 1993) i evitar el seu atac a Kishimayu on el coronel Jess cooperava amb l'UNITAF i havia concentrar els seus milicians i armes en camps controlats, i en canvi Morgan no ho havia fet.
Després de la derrota americana a la primera batalla de Mogadiscio, el desembre de 1993, Morgan, que s'havia rearmat aprofitant la fixació de l'ONU per Aydid, va entrar a Kismaayo, on va esperar tranquil·lament la sortida dels soldats de pau belgues estacionats a la ciutat. Des del 3 de març de 1995 quan va sortir el darrer soldat de l'ONU, Morgan va dominar la major part del Jubaland sense oposició (hi operaven també Siyad Hussein, el coronel Omar Jess, i Ahmed Hashi però evitava els enfrontaments amb les milícies d'aquestos).

### Establiment de l'estat de Jubaland, govern de Morgan
Morgan va governar amb certa tranquil·litat del 1995 al 1998. El 3 de setembre de 1998 Morgan va anunciar que pretenia establir una regió autònoma de Jubaland amb centre a Kismaayu, i es va pronunciar per una federació confederació que preservés la unitat sagrada de Somàlia, confederació a la que hauria d'unir-se la República de Somalilàndia. El procés d'aprofundiment de l'autonomia no va avançar a causa de les diferències entre els clans daros (majeerteen, harti, marehan i facaye) amb els guri (indígenes) i els galti (emigrants forasters)

Bandera del Jubaland adoptada el 1998; el 2007 es va iniciar el procés d'adopció d'una nova bandera, que fou aturat per la guerra

El novembre de 1998 les milícies d'Husayn Aydid Jr. (cap de l'Aliança Nacional Somali successor del seu pare mort el 1996) van ocupar temporalment Kismaayo però al mateix temps, el 5 de novembre de 1998 l'ERR (Exèrcit de Resistència Rahaweyn) va capturar el districte de Waajid (sud-oest de Somàlia, a la regió de Bakool) que estava en mans de Husayn Aydid, i altres grups van atacar posicions d'Aydid, i aquest atacs van permetre a Morgan recuperar la ciutat. Morgan va cooperar en aquest temps amb els seus antics enemics majerteen del Front Democràtic de Salvació de Somàlia (FDSS).
Morgan fou expulsat de Kismaayu l'11 de juny de 1999 per les Forces Aliades Somalis dirigides per Ahmed Warsame, forces formades principalment pels clans ogadeni (Moviment Patriòtic Somali de Jess) i habar gedir (Aliança Nacional Somali) aliades ara al Front Democràtic de Salvació de Somàlia (majeertin). Les forces Aliades Somalis van governar una part de Jubaland en els següents mesos.

### Govern de l'Aliança de la Vall del Juba
L'aliança i el front es van unir en un nou grup anomenat Aliança de la Vall del Juba (Isbahaysiga Dooxada Jubba), nom adoptat el 18 de juny de 2001, creant un govern regional. Com a cap fou designat el coronel Barre Adan Shire Hiiraale i com a cap militar el coronel Abdulahi Sheik Ismael Fara-Tag. El mateix 18 de juny del 2001 un consell de clans va decidir aliar-se al Govern Nacional de Transició (GNT). El 6 d'agost del 2001 aquesta força va conquerir Jilib que estava en mans del Consell de Reconciliació i Restauració de Somàlia (abans Aliança Nacional Somali) de Hussein Mohammed Farah Aydid jr., i s'oposava al GNT. En absència de les forces militars del 6 al 7 d'agost del 2001 Morgan va recuperar Kishimayu però en fou expulsat altre cop i va retornar a la seva base de Bulo Haji. Un altre atac el maig del 2004 fou també rebutjat. Morgan dominava part de la regió però no la capital i rodalia. L'Aliança de la Vall del Juba també va donar suport al Govern Federal de Transició (GFT) quan es va constituir el 2004 en substitució del GNT.
Hussein Mohammed Farah Aydid jr., del Consell de Reconciliació i Restauració de Somàlia, va arranjar les seves diferències amb l'Aliança de la Vall del Juba i va acceptar el GFT del que va esdevenir ministre de l'Interior.
El setembre del 2006 l'Aliança de la Vall del Juba fou derrotada per la Unió de Corts Islàmiques de Somàlia que van entrar a Kismaayo el 24 de setembre. La resta de Jubaland (exclosa la regió de Gedo) fou ocupada l'octubre. El govern de Jubaland va desaparèixer i es va establir una administració islàmica. Molts comandants de les milícies de la AVJ es van rendir als islamistes i altres van abandonar l'organització.

### Darrers esdeveniments al Jubaland
El GFT amb ajut de l'exèrcit d'Etiòpia, va conquerir Mogadiscio (27/29 de desembre). L'Aliança va restablir el seu control sobre part de les dues regions del Jubaland que havia perdut. Els combatents islàmics es van retirar a Kismaayo (28 de desembre) però després de la seva derrota a la batalla de Jijid el 31 de desembre, aquella ciutat fou evacuada l'1 de gener, i ocupada pels etíops i aliats. Els islamistes van conservar un districte del sud-oest fronterer amb Kenya.
Es van donar pasos per l'establiment d'un nou govern regional del Jubaland on Gedo pogués integrar-se conservant la seva autonomia. L'administració provisional fins i tot va convocar un concurs per seleccionar una bandera.
Passat un cert temps els islamistes van fer aliances amb clans locals i el reorganitzat Moviment de la Joventut Mojahideen va començar a recuperar posicions. A finals de l'any 2007 la quasi totalitat de dues regions i la meitat de la ciutat de Kismaayo ja estava a les seves mans i el poder de l'Aliança s'havia esvait a quasi tota la resta del territori. El 20 d'agost del 2008 els islamistes van atacar Kismaayo i van derrotar els defensors, ocupant l'altra meitat de la ciutat (22 d'agost). La milícia de l'Aliança de la Vall del Juba va fugir; el seu cap coronel Barre Adan Shire Hiiraale va poder escapar però el seu vehicle va caure en mans dels atacants.